# Slaget vid Blore Heath
Slaget vid Blore Heath var det första stora slaget under Rosornas krig och utkämpades 23 september 1459 vid Blore Heath i Staffordshire. 

## Bakgrund
Efter det Första slaget vid St Albans 1455, rådde en osäker fred i England. Försök till försoning mellan husen Lancaster och York nådde liten framgång. Båda sidor blev alltmer rädda för varandra och 1459 samlade de beväpnade anhängare. Drottning Margareta av Anjou fortsatte att samla ihop stöd för kung Henrik VI bland adeln och delade ut ett emblem med en silversvan till sina anhängare. De yorkistiska styrkorna under ledning av Rikard, hertig av York lyckade finna många antirojalistiska anhängare, trots det gav stränga straff att ta till vapen mot kungen.  
De yorkistiska styrkorna, som hade sin bas i Middleham Castle i Yorkshire (ledda av Richard Neville, 5:e earl av Salisbury) behövde förenas med den större yorkistiska armén i Ludlow Castle i Shropshire. Då Salisbury marscherade åt sydväst genom Midlands beordrade drottningen James Touchet, Lord Audley att samla en styrka för att genskjuta dem. 